# São Brás dos Matos
São Brás dos Matos (Mina do Bugalho) ist eine Ortschaft und eine ehemalige Gemeinde in der Region Alentejo im Süden Portugals. Der Hauptort wird meist nur Mina do Bugalho (portugiesisch für „Pflanzengalle-Mine“) genannt, dessen Bezeichnung auf die hiesigen historische Mine zurückgeht. Die Gemeinde trug dagegen den amtlichen und religiösen Namen São Brás dos Matos, mit Mina do Bugalho nur als Namenszusatz für die Gemeindebezeichnung.

## Geschichte
Vorgeschichtliche Funde belegen eine Besiedlung mindestens seit der Jungsteinzeit, zu nennen insbesondere Antas wie die Anta do Pão Mole oder die Anta dos Galvões, beide etwa aus dem 4. Jahrtausend v. Chr.
Menschen siedelten hier zu allen Zeiten vor allem, um Erze zu fördern, darunter Pyrit, Kupfer, Schwefel und Wolfram, und zu einem deutlich geringeren Teil auch Silber und Gold.
Die barocke Gemeindekirche wurde Anfang des 16. Jh. errichtet und steht heute unter Denkmalschutz.
In der ersten Hälfte des 19. Jahrhunderts wurde die hiesige Mine von Bugalho geschlossen.
Die eigenständige Gemeinde São Brás dos Matos (Mina do Bugalho) wurde Ende 1984 durch Ausgliederung aus der Gemeinde Juromenha neu geschaffen. Die Namensgebung bezieht sich zum einen auf den hiesigen Schutzpatron São Brás (deutsch Blasius von Sebaste) und zum anderen auf den Namen der hiesigen Mine (Bugalho).
Mit der Gebietsreform 2013 wurde die Gemeinde wieder aufgelöst und mit zwei anderen aufgelösten Gemeinden zur neuen Gemeinde Alandroal, São Brás dos Matos e Juromenha zusammengefasst.

## Verwaltung

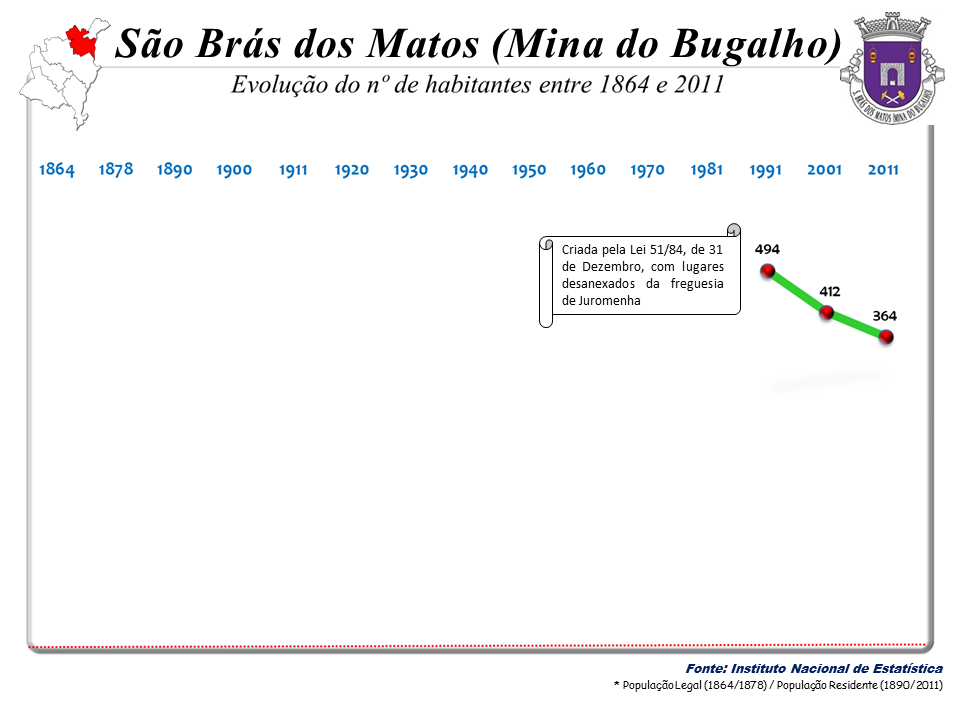
Bevölkerungsentwicklung der 1984 gegründeten Gemeinde São Brás dos Matos (Jahresstatistiken 1991–2011)

São Brás dos Matos (Mina do Bugalho) war Sitz einer gleichnamigen Gemeinde (Freguesia) im Kreis (Concelho) von Alandroal im Distrikt Évora. Die Freguesia hatte 367 Einwohner und eine Fläche von 63,51 km² (Stand 30. Juni 2011).
In der ehemaligen Gemeinde liegen folgende Orte:
| - Mina do Bugalho - Monte Chapim - Monte da Bentinha - Monte da Boa Vista - Monte da Chameira - Monte da Palmeira - Monte da Perdigoa | - Monte da Roivana - Monte das Nateiras - Monte das Seimeiras - Monte das Solas - Monte de São Lourenço - Monte do Cubo - Monte do Pombal | - Monte do Sobral - Monte dos Galvões - Monte dos Sobreiros - Monte Fidalgo - Montes das Ferrarias |

Im Zuge der Gemeindereform vom 29. September 2013 wurden die Freguesias São Brás dos Matos (Mina do Bugalho), Nossa Senhora da Conceição (Alandroal) und Juromenha zur neuen Freguesia União das Freguesias de Alandroal (Nossa Senhora da Conceição), São Brás dos Matos (Mina do Bugalho) e Juromenha zusammengefasst.